# Cacosternum namaquense
Cacosternum namaquense es una especie  de anfibios de la familia Ranidae.

## Distribución geográfica
Se encuentra en Namibia y Sudáfrica.   

## Estado de conservación
Se encuentra amenazada de extinción por la pérdida de su hábitat natural.